# アルデアルポソ
アルデアルポソ（Aldealpozo）は、スペイン・カスティーリャ・イ・レオン州ソリア県のムニシピオ（基礎自治体）。2015年国勢調査時点の人口は20人である。ソリア司法管轄区、コマルカ・デ・カンポ・デ・ゴマーラに属す。また、ブルゴス大司教区（Archidiócesis de Burgos）内のオスマ＝ソリア司教区（Diócesis de Osma-Soria）に属している。

## 地理

### 人口
| アルデアルポソの人口推移 1900－2010                     |
|                                                         |
| 出典:INE（スペイン国立統計局）1900年 - 1991年、1996年 - |

## 政治
自治体首長はカスティーリャ・イ・レオン国民党（Partido Popular de Castilla y León）のフリオ・エルナンデス・マテーオ（Julio	Hernández Mateo）で、自治体評議員は、カスティーリャ・イ・レオン国民党：3となっている（2011年5月22日の自治体選挙結果、選挙方式が候補者への信認方式なので個別選挙データは省略）。

### 司法行政
アルデアルポソはソリア司法管轄区に属す。

## 経済・観光
アルデアルポソの主要産業は穀物農業生産である。また、サンティアゴ巡礼路（Camino de Santiago de Soria）が通っている。